# 马来西亚天主教教区列表
在马来西亚的罗马天主教会包括3个教省，每个教省拥有一位总主教，和6个教区，每个教区拥有一位主教。 

## 吉隆坡教省
- 天主教吉隆坡总教区
  - 天主教马六甲-柔佛教区
  - 天主教槟城教区

## 古晋教省
- 天主教古晋总教区
  - 天主教美里教区
  - 天主教诗巫教区

## 亚庇教省
- 天主教亚庇总教区
  - 天主教根底咬教區
  - 天主教山打根教區